# وينغفيلد (بيدفوردشير)
وينغفيلد (بالإنجليزية: Wingfield, Bedfordshire)‏ هي قرية تقع في المملكة المتحدة في شرق انجلترا.